# Світави (округ)
Світави (чеськ. Okres Svitavy) — адміністративно-територіальна одиниця в Пардубицькому краї Чеської Республіки. Адміністративний центр — місто Світави. Площа округу — 1 378,56 км², населення становить 104 189 осіб.
До округу входить 116 муніципалітетів, з котрих 7 — міста.